# Pont-Canavese
Pont-Canavese is een gemeente in de Italiaanse provincie Turijn (regio Piëmont) en telt 3822 inwoners (31-12-2004). De oppervlakte bedraagt 19,4 km², de bevolkingsdichtheid is 197 inwoners per km².

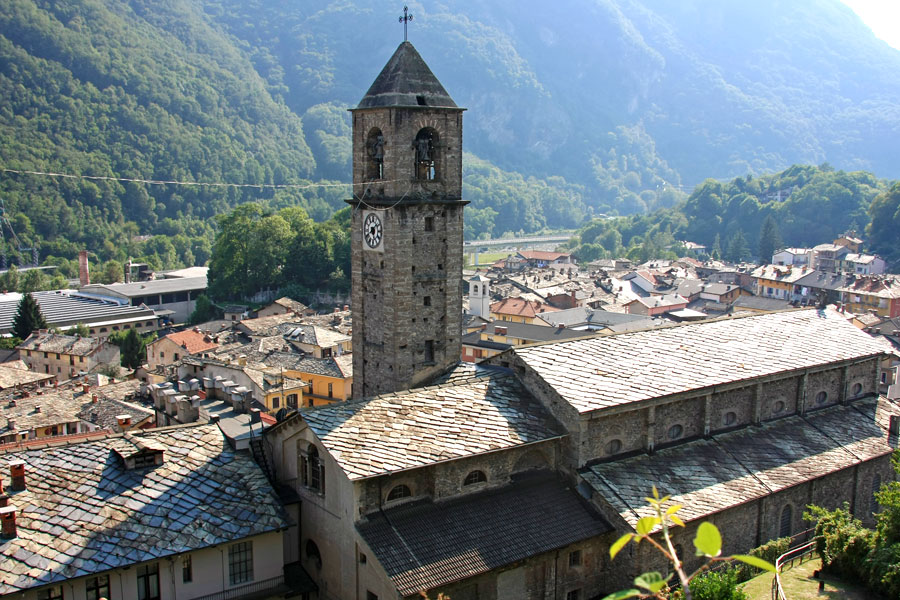
Pont-Canavese
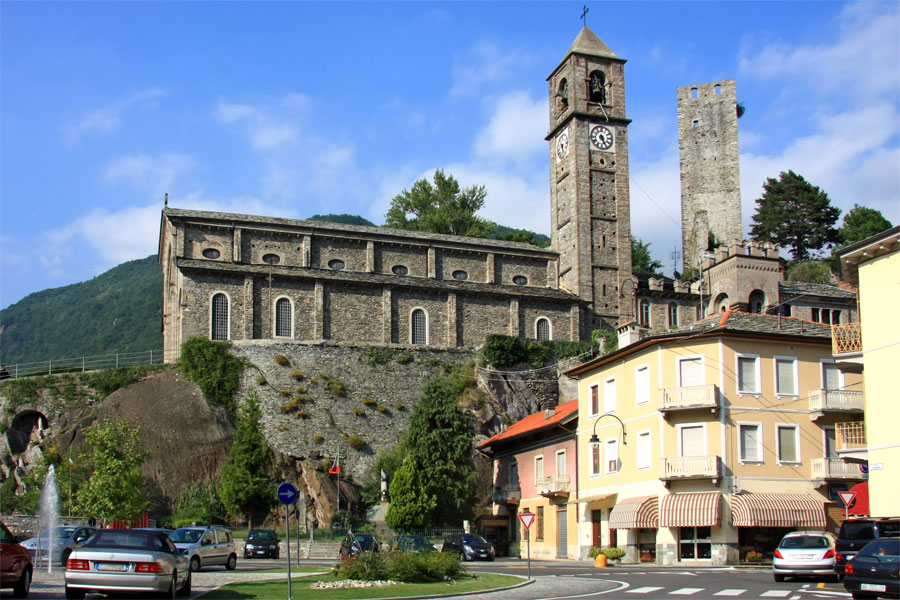
Parochiekerk van Pont-Canavese
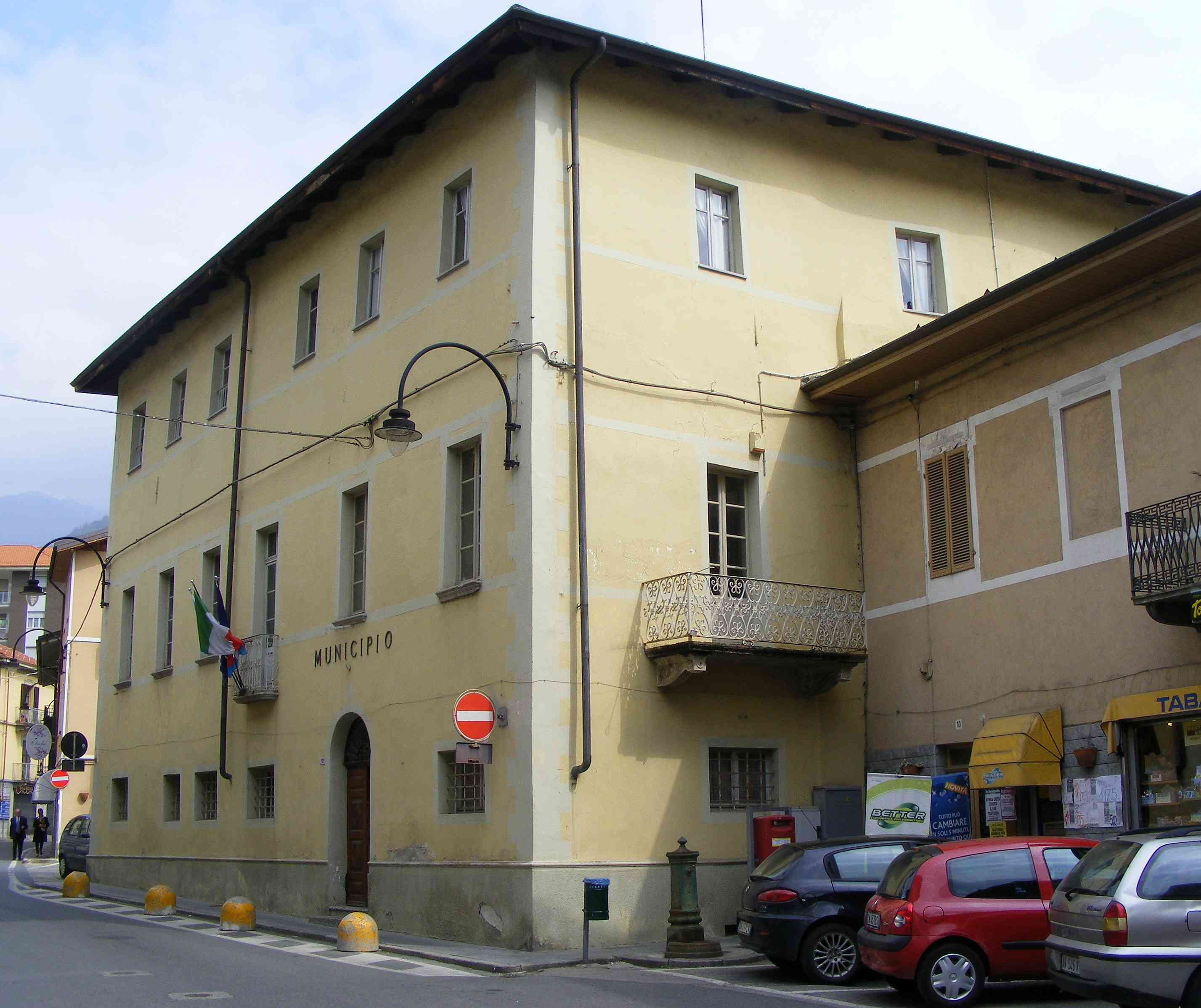
Gemeentehuis

## Demografie
Pont-Canavese telt ongeveer 1814 huishoudens. Het aantal inwoners daalde in de periode 1991-2001 met 2,6% volgens cijfers uit de tienjaarlijkse volkstellingen van ISTAT.
| Jaar | Inwoneraantal |
| ---- | ------------- |
| 1991 | 3879          |
| 2001 | 3778          |

## Geografie
Pont-Canavese grenst aan de volgende gemeenten: Ronco Canavese, Ingria, Frassinetto, Sparone, Chiesanuova, Cuorgnè, Alpette.